# Dolichoderus erectilobus
Dolichoderus erectilobus é uma espécie de formiga do gênero Dolichoderus.